# Voegbeitel

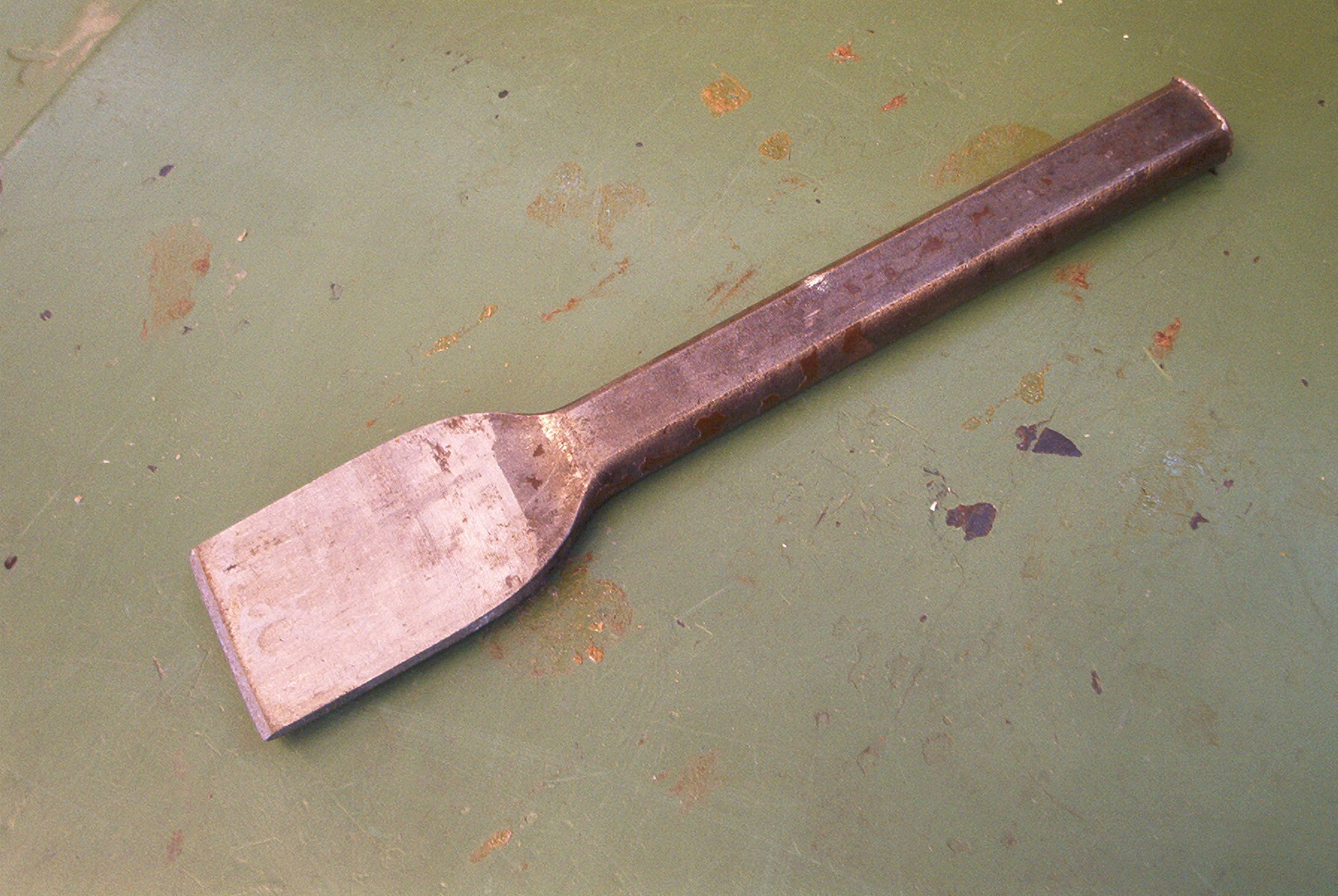
Voeg- of klezoorbeitel

Een voegbeitel of klezoorbeitel is een soort koudbeitel met een verbreed stuk aan de hakzijde. De vouw ervan is tweezijdig scherp geslepen. Dit stuk gereedschap wordt door vakmensen zoals metselaars, voegers en timmerlieden gebruikt voor hakwerk aan metselwerk, steen e.d.
De metselaar hakt er steen mee op maat, zoals halve stenen, drieklezoren en klisstenen. Bij het hakken van een drieklezoor (= driekwart steenlengte) valt er een klezoor van de steen af. Vandaar de naam klezoorbeitel. De breedte van de vouw komt overeen met de dikte van de steen, zodat hij de steen met een ferme klap van de kaphamer op maat heeft.
De voeger gebruikt deze beitel om de voegen waar nodig bij te werken voordat hij begint met voegen. Vandaar de naam voegbeitel.